# Concepcion (Iloilo)
Concepcion é um município de  primeira classe de renda municipal (d) na província Iloilo, nas Filipinas. De acordo com o censo de 1 de maio  de  2020 possui uma população de 44 633 pessoas e 11 191 domicílios.